# Nordic Defence Cooperation
Die Nordic Defence Cooperation (kurz: Nordefco, dt.: Nordische Verteidigungskooperation) ist ein Militärbündnis der nordeuropäischen Staaten Dänemark, Finnland, Island, Norwegen und Schweden.
Ziel ist eine verstärkte militärische Zusammenarbeit der Partner zur Verteidigung gegen externe Aggressionen. Die Organisation geht auf eine Absichtserklärung zurück, die am 4. November 2009 in Helsinki unterzeichnet wurde und die vorherigen Organisationen Nordic Supportive Defence Structures, Nordic Armaments Cooperation und Nordic Coordinated Arrangement for Military Peace Support ersetzt. Die Teilnahme ist offen angelegt. Kooperationen in einzelnen Punkten können sowohl unter allen Teilnehmerstaaten als auch zwischen einzelnen Mitgliedern sowie unter Einbeziehung externer Staaten geschlossen werden. Entsprechend ist auch der unterschiedliche Status der Teilnehmerstaaten in Bezug auf Mitgliedschaft in NATO und Europäischer Union zumindest in der Theorie kein Hindernis.

## Organisation
In der Regel treffen die Verteidigungsminister der Mitgliedsstaaten zweimal im Jahr zu Beratungen im Rahmen von Nordefco zusammen. Der Vorsitz wechselt zwischen den Staaten. Als Arbeitsgremien bestehen der Lenkungsausschuss für die nordische Verteidigungspolitik aus hochrangigen Ministerialbeamten und der Nordische Militärische Koordinierungsausschuss aus Flaggoffizieren der einzelnen Länder.
Inhaltlich gliedert die Nordefco ihre Arbeit in die fünf Themenfelder Strategische Entwicklung, Fähigkeiten, Humanressourcen und Ausbildung, Training und Übungen sowie Einsätze. Diese verfügen jeweils über einen Stab aus Beamten der Staaten. Hinzu kommt eine Abteilung für Beschaffung und Lebenszyklusunterstützung, die die Rüstungskooperation abwickelt. Das umfasst insbesondere den jährlichen Abgleich der Beschaffungspläne der Staaten. Für mögliche konkrete Kooperationen werden spezielle Arbeitsgruppen eingerichtet. Nordfeco beziffert die bislang auf diesem Weg erzielten Einsparungen mit rund 60 Millionen Euro.

## Kooperationsprojekte
Die bislang weitreichendste Kooperation betraf die Beschaffung einer gemeinsamen Uniform, der Nordic Combat Uniform (NCU). Das System reicht von der Unterwäsche bis zur Jacke, kann an viele Klimazonen angepasst werden und ist einheitlich, bis auf das für jedes Land eigene Tarnmuster. Die ersten Bestellungen wurden im Jahr 2022 getätigt.
Koordiniert wurde auch die Beschaffung des in Entwicklung befindlichen Radar- und Optronik-Feuerleitsystem Ceros 200 für Überwasserschiffe. In Abstimmung befinden sich unter anderem gemeinsame Datenstandards, persönliche Schutzausrüstung und Feldrationen.

## Jüngste Entwicklung
Nordefco wurde zunächst nicht als gemeinsame Kommandostruktur angelegt, hat sich aber in diese Richtung entwickelt. 2021 unterzeichneten die Verteidigungsminister Dänemarks, Norwegens und Schwedens ein Abkommen über eine verstärkte operative Zusammenarbeit. Ein Abkommen zwischen Finnland, Norwegen und Schweden zum gegenseitigen Zugang zu Luftraum und zu militärischen Infrastrukturen wurde 2022 auf alle Mitgliedsstaaten ausgeweitet. Nachdem Finnland und Schweden im Jahr 2022 vor dem Hintergrund des russischen Überfalls auf die Ukraine einen Beitritt zur NATO ankündigten, erklärten Dänemark, Island und Norwegen, dass alle notwendigen Mittel zur Verteidigung von Finnland und Schweden eingesetzt würden, sollten sie vor ihrem Beitritt zur NATO angegriffen werden.
In einem 2018 formulierten Strategiepapier wird für die Zeit bis 2025 eine verstärkte Kooperation mit den baltischen Staaten und mit den transatlantischen Verbündeten angekündigt.